# Cupa României 2016-2017
Cupa României 2016-2017 (cunoscută ca și Cupa României Timișoreana 2016-2017) a fost cea de-a 79-a ediție a celui mai vechi turneu eliminator din fotbalul românesc. Finala competiției s-a desfășurat pe 27 mai 2017.

## Echipe
| Faza           | Cluburi rămase | Cluburi participante | Câștigători din runda precedentă | Intrate în competiție | Ligi                            |
| -------------- | -------------- | -------------------- | -------------------------------- | --------------------- | ------------------------------- |
| Faza județeană | -              | -                    | niciunul                         | -                     | Nivelele 4, 5 și 6 din piramidă |
| Faza I         | 185            | 82                   | 41                               | 82                    | Liga a III-a                    |
| Faza a II-a    | 103            | 94                   | 41                               | 53                    | Liga a III-a                    |
| Faza a III-a   | 50             | 48                   | 48                               | niciunul              | niciuna                         |
| Faza a IV-a    | 50             | 56                   | 24                               | 32                    | Liga a II-a                     |
| Faza a V-a     | 50             | 28                   | 28                               | niciunul              | niciuna                         |
| Șaisprezecimi  | 32             | 32                   | 14                               | 18                    | Liga I                          |
| Optimi         | 16             | 16                   | 16                               | niciunul              | niciuna                         |
| Sferturi       | 8              | 8                    | 8                                | niciunul              | niciuna                         |
| Semifinale     | 4              | 4                    | 4                                | niciunul              | niciuna                         |
| Finala         | 2              | 2                    | 2                                | niciunul              | niciuna                         |

## Calendar
Calendarul anunțat de Federația Română de Fotbal pentru Cupa României 2015-2016:
| Faza          | Date                   | Număr de meciuri | Cluburi | Intrate în competiție |
| ------------- | ---------------------- | ---------------- | ------- | --------------------- |
| Faza I        | 10 august 2016         | 42               | 82      | 82: 103 – 185         |
| Faza a II-a   | 24 august 2016         | 44               | 94      | 53: 50 - 103          |
| Faza a III-a  | 13-14 septembrie 2016  | 24               | 48      | niciunul              |
| Faza a IV-a   | 4-6 octombrie 2016     | 28               | 56      | 32: 19 - 50           |
| Șaisprezecimi | 24-26 octombrie 2016   | 16               | 32      | 18: 1 - 18            |
| Optimi        | 14-15 decembrie 2016   | 8                | 16      | niciunul              |
| Sferturi      | 29-30 martie 2017      | 4                | 8       | niciunul              |
| Semifinale    | 26 aprilie-17 mai 2017 | 4                | 4       | niciunul              |
| Finala        | 27 mai 2017            | 1                | 2       | niciunul              |

## Faza I
Meciurile primei faze s-au jucat pe 10 august 2016.
| Echipa 1                  | Scor       | Echipa 2                       |
| ------------------------- | ---------- | ------------------------------ |
| Electroaparataj București | 7–1        | AS Voința Snagov               |
| CSO Bragadiru             | 1–4        | Dinamo II București            |
| CS Tunari                 | 2–3        | Concordia II Chiajna           |
| Arsenal Malu              | 0–2        | Urban Titu                     |
| Unirea Bascov             | 2–1        | Atletic Bradu                  |
| Unirea Brânceni           | 3–1        | Sportin Roșiori                |
| Flacăra Moreni            | 2–0        | FC Aninoasa                    |
| Știința Bechet            | 0–2        | CS Podari                      |
| CSS Slatina               | 0–2        | CSO Filiași                    |
| Posada Perișani           | 3–1        | CSU II Craiova                 |
| Internațional Bălești     | 3–1        | Pandurii II Târgu Jiu          |
| FC Avrig                  | 2–0        | AFC Odorheiu Secuiesc          |
| Târnava Mică Sângeorgiu   | 3–6        | CS Iernut                      |
| Chimia Victoria           | 1–5        | AFC Hărman                     |
| Unirea Cristuru Secuiesc  | 3–0        | Măgura Cisnădie                |
| FC Seso Câmpia Turzii     | 3–1        | Unirea Dej                     |
| Viitorul Sântimbru        | 1–2        | Sănătatea Cluj-Napoca          |
| Voința Lupac              | 2–3        | Nuova Mama Mia Becicherecu Mic |
| Șoimul Băița              | 1–3        | Millenium Giarmata             |
| CS Ghiroda                | 4–2 (d.p.) | CSM Lugoj                      |
| Șoimii Lipova             | 3–0        | CS Oșorhei                     |
| Viitorul Ulmeni           | 0–3        | ASC Recea                      |
| Unirea Mirșid             | 1–3        | FC Zalău                       |
| Transdor Tudora           | 3–0        | Inter Dorohoi                  |
| Siretul Lespezi           | 0–3        | CSM Pașcani                    |
| Vitis Șuletea             | 1–8        | CS Aerostar Bacău              |
| Gloria Ivești             | 1–4        | Atletico Vaslui                |
| Voința Ion Creangă        | 3–0        | CS Panciu                      |
| Euromania Dumbrăveni      | 7–6 (pen.) | Gauss Răcăciuni                |
| FC Păpăuți                | 3–4        | Petrolistul Boldești           |
| Voința Lanurile           | 3–4        | CS Păulești                    |
| Sportul Chiscani          | 2–6        | Viitorul II Constanța          |
| Victoria Mihai Viteazu    | 2–1        | Pescărușul Sarichioi           |
| Abatorul Slobozia         | 0–3        | Înainte Modelu                 |
| Victoria Chirnogi         | 1–2        | CSM Oltenița                   |
| Gloria Popești-Leordeni   | 3–0        | CS Ștefănești                  |
| Pandurii Cerneți          | 3–0        | Minerul Motru                  |
| Someșul Oar               | 3–0        | CS Marmația Sighetu Marmației  |
| FC Hidișelul de Sus       | 0–3        | CS Ineu                        |

## Faza a II-a
Meciurile fazei secunde s-au jucat pe 24 august 2016.
| Echipa 1                  | Scor       | Echipa 2                       |
| ------------------------- | ---------- | ------------------------------ |
| CS Iernut                 | 1–5        | FK Miercurea Ciuc              |
| Atletico Vaslui           | 0–3        | Sporting Liești                |
| Unirea Slobozia           | 1–0        | Delta Dobrogea Tulcea          |
| CSO Filiași               | 3–1        | CS Podari                      |
| Euromania Dumbrăveni      | 0–2        | Aerostar Bacău                 |
| FC Avrig                  | 1–2        | Avântul Reghin                 |
| Posada Perișani           | 3–0        | Minerul Motru                  |
| Internațional Bălești     | 3–0        | FC Caransebeș                  |
| CNS Cetate Deva           | 3–0        | FC Hunedoara                   |
| Unirea Brânceni           | 3–0        | ACS Sporting Turnu Măgurele    |
| Unirea Bascov             | 1–3        | SCM Pitești                    |
| AFC Hărman                | 3–0        | Muscelul Câmpulung             |
| Flacăra Moreni            | 3–2        | Petrolistul Boldești           |
| CS Păulești               | 3–1        | Urban Titu                     |
| Electroaparataj București | 0–2        | Dinamo II București            |
| Viitorul Domnești         | 1–0        | Metalul Reșița                 |
| Gloria Popești-Leordeni   | 5–1        | Concordia II Chiajna           |
| FC Zalău                  | 4–3        | Unirea Jucu                    |
| Someșul Oar               | 0–12       | ASC Recea                      |
| Unirea Cristuru Secuiesc  | 0–3        | Olimpia Râmnicu Sărat          |
| Șomuzul Preutești         | 1–4        | Știința Miroslava              |
| CSM Roman                 | 3–0        | Bucovina Pojorâta              |
| Victoria Mihai Viteazu    | 1–5        | Înainte Modelu                 |
| CSM Oltenița              | 1–4        | Viitorul II Constanța          |
| Șoimii Lipova             | 3–2 (d.p.) | Millenium Giarmata             |
| CS Ghiroda                | 0–3        | Național Sebiș                 |
| CS Ineu                   | 1–6        | Nuova Mama Mia Becicherecu Mic |
| Seso Câmpia Turzii        | 1–4        | Performanța Ighiu              |
| Metalurgistul Cugir       | 3–0        | Universitatea Cluj             |
| Metaloglobus București    | 0–3        | FC Voluntari II                |
| Voința Ion Creangă        | 6–7 (pen.) | Metalosport Galați             |
| Sănătatea Cluj            | 1–3        | Industria Galda de Jos         |
| Transdor Tudora           | 3–2        | CSM Pașcani                    |

## Faza a III-a
Meciurile fazei a treia s-au jucat pe 13 și 14 septembrie 2016.
| Echipa 1                       | Scor       | Echipa 2               |
| ------------------------------ | ---------- | ---------------------- |
| FK Miercurea Ciuc              | 0–1        | Foresta Suceava        |
| Dinamo II București            | 4–0        | Înainte Modelu         |
| AFC Hărman                     | 0–2        | Pitești                |
| Nuova Mama Mia Becicherecu Mic | 3–2        | Industria Galda de Jos |
| Șoimii Lipova                  | 1–3 (d.p.) | CNS Cetate Deva        |
| ASC Recea                      | 9–0        | Metalurgistul Cugir    |
| Unirea Brânceni                | 0–3        | CSO Filiași            |
| Aerostar Bacău                 | 7–6 (pen.) | Sporting Liești        |
| FC Zalău                       | 2–5 (pen.) | Avântul Reghin         |
| Internațional Bălești          | 6–5 (pen.) | Posada Perișani        |
| Transdor Tudora                | 1–2        | Metalosport Galați     |
| CSM Roman                      | 0–2        | Știința Miroslava      |
| Național Sebiș                 | 3–2        | Performanța Ighiu      |
| CS Păulești                    | 3–0        | Flacăra Moreni         |
| Viitorul II Constanța          | 0–3        | Unirea Tărlungeni      |
| Unirea Slobozia                | 0–1        | CS Afumați             |
| Gloria Popești-Leordeni        | 3–0        | Olimpia Râmnicu Sărat  |
| Viitorul Domnești              | 5–3        | FC Voluntari II        |

## Runda a IV-a
Meciurile fazei a patra se vor juca în perioada 4-6 octombrie 2016.
| Echipa 1                       | Scor       | Echipa 2            |
| ------------------------------ | ---------- | ------------------- |
| Dinamo II București            | 2–0        | Dunărea Călărași    |
| Juventus București             | 0–2        | Academica Clinceni  |
| ASU Politehnica Timișoara      | 6–1        | Șoimii Pâncota      |
| Aerostar Bacău                 | 0–1        | Foresta Suceava     |
| Nuova Mama Mia Becicherecu Mic | 2–1        | UTA Arad            |
| Avântul Reghin                 | 0–3        | Olimpia Satu Mare   |
| Gloria Popești-Leordeni        | 0–1        | CS Balotești        |
| Național Sebiș                 | 0–2        | Luceafărul Oradea   |
| Metalosport Galați             | 1–0        | FCM Bacău           |
| Internațional Bălești          | 1–3 (pen.) | CNS Cetate Deva     |
| Sepsi OSK Sfântu Gheorghe      | 5–1        | FC Brașov           |
| CS Afumați                     | 3–1        | ACS Berceni         |
| Metalurgistul Cugir            | 3–0        | FCM Baia Mare       |
| SCM Pitești                    | 1–4        | Chindia Târgoviște  |
| Știința Miroslava              | 1–3 (d.p.) | Dacia Unirea Brăila |
| Viitorul Domnești              | 2–3        | Unirea Tărlungeni   |
| CS Păulești                    | 0–2        | CS Mioveni          |
| CSO Filiași                    | 4–5 (pen.) | CSM Râmnicu Vâlcea  |

## Șaisprezecimi
Meciurile șaisprezecimilor se vor juca în perioada 25-27 octombrie 2016.
| 25 octombrie 2016 | CSM Râmnicu Vâlcea (2) | 0–1 | CFR Cluj (1) | Râmnicu Vâlcea                                              |  |
| 14:30             |                        |     | Omrani 11'   | Stadion: Municipal Spectatori: 1.500 Arbitru: Adrian Illyeș |  |

| 25 octombrie 2016 | Metalosport (3) | 0–1 | Luceafărul O. (2)  | Galați                                                     |  |
| 14:30             |                 |     | Arnăutu 60' (pen.) | Stadion: Dunărea Spectatori: 100 Arbitru: Andrei Chivulete |  |

| 25 octombrie 2016 | ASU Politehnica Timișoara (2) | 0–3 | Pandurii (1)                       | Timișoara                                                          |  |
| 18:00             |                               |     | Alexandru 39' Obodo 48' Bunoza 11' | Stadion: Dan Păltinișanu Spectatori: 3.500 Arbitru: Denis Haidiner |  |

| 25 octombrie 2016 | Sepsi (2) | 0–1 (d.p.) | CSU Craiova (1) | Brașov                                                            |  |
| 20:45             |           |            | Ivan 100'       | Stadion: Silviu Ploeșteanu Spectatori: 3.000 Arbitru: Dan Botescu |  |

| 26 octombrie 2016 | Unirea Tărlungeni (2) | 0–5 | ASA Târgu Mureș (1)                     | Ștefăneștii de Jos                                  |  |
| 13:00             |                       |     | Rus 9', 51', 65' Ioniță 41' Deaconu 57' | Stadion: Dumitru Mătărău Arbitru: Laurențiu Ionașcu |  |

| 26 octombrie 2016 | CNS Cetate Deva (3) | 1–7 | Gaz Metan (1)                                                          | Deva                                                   |  |
| 14:30             | Tecsi 21'           |     | Bic 42' (pen.), 57' Danci 45+2' Axente 52', 59' Zaharia 79' Buziuc 86' | Stadion: Cetate Spectatori: 500 Arbitru: Marian Balaci |  |

| 26 octombrie 2016 | Academica Clinceni (2) | 1–5 | Voluntari (1)                                  | Clinceni                                    |  |
| 14:30             | Gheorghe 17'           |     | Bălan 15', 32' Cernat 29' (pen.) Deac 63', 71' | Stadion: Clinceni Arena Arbitru: Ionuț Coza |  |

| 26 octombrie 2016 | Dacia U Brăila (2) | 1–0 | Chiajna (1) | Brăila                                                  |  |
| 14:30             | Neagu 31' (pen.)   |     |             | Stadion: Municipal Spectatori: 400 Arbitru: Iulian Dima |  |

| 26 octombrie 2016 | Metalurgistul Cugir (3) | 0–2 | Politehnica Iași (1)       | Cugir                                                    |  |
| 14:30             |                         |     | Frăsinescu 52' Cristea 62' | Stadion: Arena CSO Spectatori: 700 Arbitru: Iulian Călin |  |

| 26 octombrie 2016 | Olimpia Satu Mare (2) | 1–3 | Mioveni (2)                   | Satu Mare                                              |  |
| 14:30             | Ludușan 87'           |     | Popa 46' Ayza 59' Rădescu 68' | Stadion: Olimpia Spectatori: 250 Arbitru: Florin Marcu |  |

| 26 octombrie 2016 | Chindia (2) | 0–2 | ACS Poli (1)   | Mioveni                                   |  |
| 18:00             |             |     | Doman 30', 54' | Stadion: Orășenesc Arbitru: Eduard Ioniță |  |

| 26 octombrie 2016 | Dinamo II (3)  | 1–2 | Dinamo (1)                 | București                                                  |  |
| 21:00             | Tîrcoveanu 65' |     | Groza 55' (o.g.) Petre 79' | Stadion: Dinamo Spectatori: 200 Arbitru: Horia Mladinovici |  |

| 27 octombrie 2016 | Afumați (2) | 1–0 | Botoșani (1) | Afumați                                                    |  |
| 14:30             | Olariu 39'  |     |              | Stadion: Comunal Spectatori: 1.000 Arbitru: Andrei Antonie |  |

| 27 octombrie 2016 | Nuova Mama Mia⁠(d) (3) | 0–1 | Astra Giurgiu (1) | Timișoara                                                       |  |
| 16:00             |                       |     | V.Gheorghe 29'    | Stadion: Dan Păltinișanu Spectatori: 150 Arbitru: Florin Mazilu |  |

| 27 octombrie 2016 | CS Balotești (2) | 0–4 | Viitorul Constanța (1)                 | Ovidiu                                    |  |
| 18:45             |                  |     | Hodorogea 14' Nimely 23', 35' Vînă 79' | Stadion: Orășenesc Arbitru: Florin Andrei |  |

| 27 octombrie 2016 | Foresta Suceava (2) | 1–2 | FCSB (1)                   | Suceava                                                  |  |
| 21:30             | Matei 18'           |     | O. Popescu 9' Aganović 47' | Stadion: Areni Spectatori: 7.000 Arbitru: Robert Dumitru |  |

## Optimi de finală
Meciurile optimilor se vor juca pe 13, 14 și 15 decembrie 2016.
| 13 decembrie 2016 | Afumați (2) | 0–3 | ACS Poli (1)                          | Afumați                                                 |  |
| 13:30             |             |     | Drăghici 4' Vădrariu 75' Llorente 90' | Stadion: Comunal Spectatori: 200 Arbitru: Florin Mazilu |  |

| 13 decembrie 2016 | Dacia U Brăila (2) | 0–2 | CSU Craiova (1)        | Buzău                                                        |  |
| 17:30             |                    |     | Surugiu 7' Petre 90+3' | Stadion: Municipal Spectatori: 1.000 Arbitru: Lucian Rusandu |  |

| 13 decembrie 2016 | CFR Cluj (1)     | 2–0 | Politehnica Iași (1) | Cluj-Napoca                                                                |  |
| 20:30             | Bud 6' Roman 73' |     |                      | Stadion: Dr. Constantin Rădulescu Spectatori: 1.500 Arbitru: Florin Andrei |  |

| 14 decembrie 2016 | Voluntari (1)                       | 3–0 | ASA Târgu Mureș (1) | Buftea                                                |  |
| 17:30             | Popadiuc 42' Cazan 56' Căpățînă 79' |     |                     | Stadion: CNAF Spectatori: 100 Arbitru: Andrei Antonie |  |

| 14 decembrie 2016                              | Mioveni (2)                   | 1–1 (d.p.) (5–4 d.l.d.)                                 | FCSB (1)   | Mioveni                                                     |  |
| 20:30                                          | Nilă 95'                      |                                                         | Achim 114' | Stadion: Orășenesc Spectatori: 6.000 Arbitru: István Kovács |  |
|                                                | Penalty-uri de departajare⁠(d) |                                                         |            |                                                             |  |
| Năstăsie · Ayza · Stoica · Nilă · Gugu · Boboc |                               | Boldrin · Achim · Pintilii · Popescu · Moke · De Amorim |            |                                                             |  |

| 15 decembrie 2016 | Luceafărul O. (2) | 1–3 | Astra Giurgiu (1)                        | Oradea                                                          |  |
| 13:30             | Cigan 40'         |     | Morais 33' Niculae 68' Hlinca 89' (o.g.) | Stadion: Iuliu Bodola Spectatori: 5.000 Arbitru: Denis Haidiner |  |

| 15 decembrie 2016 | Viitorul Constanța (1)        | 3–0 | Pandurii (1) | Ovidiu                                  |  |
| 17:30             | Iancu 30' Vînă 61' Purece 66' |     |              | Stadion: Orășenesc Arbitru: Iulian Dima |  |

| 15 decembrie 2016 | Gaz Metan (1) | 1–3 | Dinamo (1)                                | Mediaș                                       |  |
| 20:30             | Axente 67'    |     | Romera 60' Buzean 78' (o.g.) Nistor 90+3' | Stadion: Gaz Metan Arbitru: Adrian Comănescu |  |

## Sferturi de finală
Meciurile sferturilor se vor juca între 28 și 30 martie 2017.
| 28 martie 2017                                                | ACS Poli (1)                  | 0-0 (d.p.) (6–5 d.l.d.)                                   | CFR Cluj (1) | Timișoara                |  |
| 20:30                                                         |                               |                                                           |              | Stadion: Dan Păltinișanu |  |
|                                                               | Penalty-uri de departajare⁠(d) |                                                           |              |                          |  |
| Drăghici · Fuček · Străuț · Šoljić · Bărbuț · Scutaru · Neagu |                               | Nascimento · Lopes · Gomelt · Larie · Omrani · Bud · Deac |              |                          |  |

| 29 martie 2017 | Mioveni (2) | 1-2 | Voluntari (1)         | Mioveni            |  |
| 18:30          | Neagoe 35'  |     | Cernat 13' Deac 90+1' | Stadion: Orășenesc |  |

| 29 martie 2017                                               | CSU Craiova (1)               | 0-0 (6–5 d.l.d.)                                                  | Dinamo (1) | Drobeta-Turnu Severin |  |
| 21:30                                                        |                               |                                                                   |            | Stadion: Municipal    |  |
|                                                              | Penalty-uri de departajare⁠(d) |                                                                   |            |                       |  |
| Gustavo · Briceag · Bancu · Screiu · Calancea · Kelić · Ivan |                               | Nascimento · Petre · Bušuladžić · Nistor · Filip · Popa · Spătaru |            |                       |  |

| 30 martie 2017 | Viitorul Constanța (1) | 1-3 | Astra Giurgiu (1)               | Ovidiu             |  |
| 21:00          | Morar 61'              |     | Seto 40' Budescu 44' Florea 85' | Stadion: Orășenesc |  |

## Semifinale
Semifinalele se vor juca în sistem tur-retur. Prima manșă va avea loc pe 26 aprilie 2017, iar cea secundă pe 17 mai 2017.

### Tur
| 25 aprilie 2017 | Astra Giurgiu                                                | 4-1 | ACS Poli    | Giurgiu                               |  |
| 20:00           | Budescu 4' (pen.) Săpunaru 36' Budescu 52' (pen.) Ionita 76' |     | Popovici 9' | Stadion: Stadionul Marin Anastasovici |  |

| 27 aprilie 2017 | CSU Craiova | 0-1 | Voluntari            | Craiova                     |  |
| 20:30           |             |     | Marinescu 89' (pen.) | Stadion: Stadionul Extensiv |  |

### Retur
| 17 mai 2017 | ACS Poli | 0-3 | Astra Giurgiu                   | Timișoara                                                |  |
| 20:30       |          |     | Budescu 40' Buș 49' Nicoară 83' | Stadion: Stadionul Dan Păltinișanu Arbitru: Iulian Călin |  |

| 18 mai 2017 | Voluntari | 0-0 | CSU Craiova | Chiajna                      |  |
| 20:30       |           |     |             | Stadion: Stadionul Concordia |  |

## Finala
| 27 mai 2017                                                          | Voluntari (1)                 | 1-1 (d.p.) (5-3 d.l.d.)           | Astra Giurgiu (1)      | Ploiești                                                             |  |
| 20:45                                                                | Ioniță II 36                  |                                   | Laurențiu Marinescu 83 | Stadion: Ilie Oană Stadium Spectatori: 11.000 Arbitru: Kovacs Istvan |  |
|                                                                      | Penalty-uri de departajare⁠(d) |                                   |                        |                                                                      |  |
| Bălan · Laurențiu Marinescu · Mihai Voduț · Daniel Ivanovici · Achim |                               | Fabricio · Săpunaru · Seto · Stan |                        |                                                                      |  |